# Solstice
A Solstice amerikai, karrierje során többször feloszlott death/thrash metal zenekar. Jelenleg négy tagja van: Dennis Munoz, Alex Marquez, Ryan Taylor és Josh Gibbs.
Volt tagok: Rob Barrett, Brian Harris, Dave Smith, Mark Van Erp és Gabriel Scott.
A Solstice 1990-ben alakult meg Miamiban. Megalakulásuk konkrét története ismeretlen. Rob Barrettet jól ismerhetjük a Cannibal Corpse-ból, ahol a gitáros szerepét tölti be. Ebben a zenekarban is gitárosként tevékenykedik. Barrett és Marquez a Solstice megalapítása után nem sokkal belépett a neves, szintén death metalt játszó Malevolent Creationbe. Érdekesség, hogy 1990-ben alakult még egy Solstice nevű együttes, csak ők az Egyesült Királyságból származnak, és doom metalt játszanak.
Az együttes számtalanszor feloszlott már pályafutása alatt, valószínűleg azért, mert Rob Barrett egyéb zenei társulatokban is játszott. Először 1990-től 1993-ig működtek, majd 1995-től 1997-ig. 2000-ben megint összeálltak egy kis időre. Ezt követően 2006-ban megint újraegyesültek, és a mai napig működnek.

## Diszkográfia

### Stúdióalbumok
- Solstice (1992)
- Pray (1995)
- To Dust (2009)